# Jean-Noël Savelli

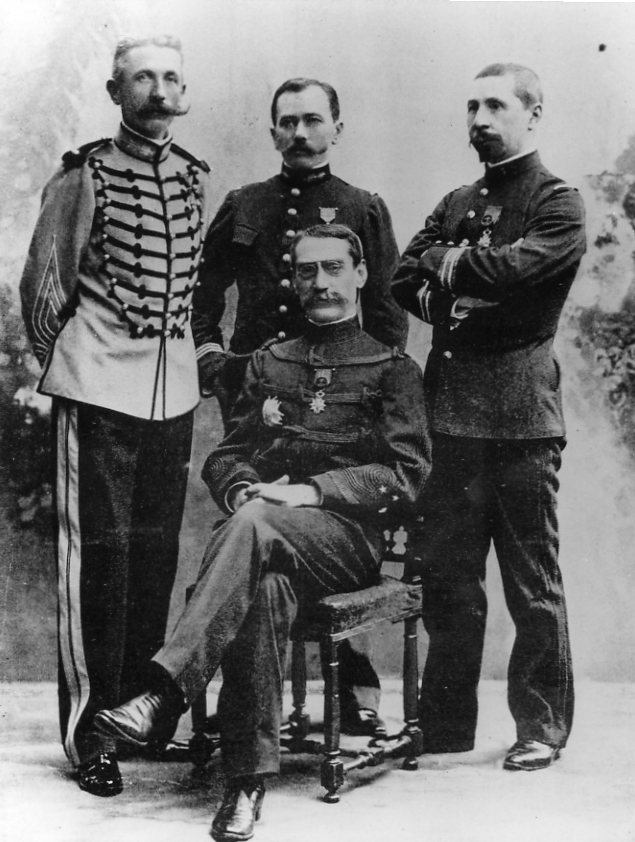
Jean-Noël Savelli en 1897, derrière Joseph Gallieni et à la gauche d'Hubert Lyautey

Jean-Noël Dominique Sauveur Savelli (26 mars 1853 à Marseille - 14 novembre 1917 aux environs de Foumban au Cameroun) était un militaire et explorateur français.

## Biographie
Issue d'une ancienne famille corse, originaire de Balagne (une rue de L'Île-Rousse porte son nom) et partisane de Pascal Paoli, Jean-Noël Savelli intègre en 1868 l'École navale de Brest.
Blessé durant la guerre de 1870, il sert ensuite au Sénégal, menant des explorations dans le Fouta-Djalon où il participe aux combats contre Samory Touré.
À la demande de Savorgnan de Brazza qu'il a connu à l'École navale, Savelli participe à la deuxième mission du célèbre explorateur dans la région du fleuve Congo, qu'ils atteignent en 1880, avant de découvrir les sources de l'Ogooué lors de leurs retours vers l'océan. Basé à Libreville, Savelli participe pendant 5 ans à diverses missions d'explorations en Afrique centrale, avec Antoine Mizon notamment.
Rentré en France, il sert successivement à Toulon, Oran et Obock. En 1896, il fait partie de l'état-major du général Joseph Gallieni qui vient d'être nommé Gouverneur de Madagascar. Mais les relations entre les deux hommes sont médiocres. À la demande de Gallieni, Savelli est muté à l'état-major de la Marine à Paris en 1898, tout en étant élevé au grade de capitaine de frégate (la même année).
Lors de la Première Guerre mondiale, il est affecté à l'état-major du chef d'état-major général de l'armée française Joseph Joffre. En 1915, il revient à Libreville afin de participer à la conquête de la colonie allemande du Cameroun, prise en tenaille entre troupes françaises au sud et à l'est, et par les troupes britanniques venant du Nigeria à l'ouest.
En février 1916, la dernière poche de résistance allemande, la forteresse de Mora, est prise par les alliés. Membre de la commission paritaire franco-britannique, Jean-Noël Savelli participe à la partition du Cameroun entre les deux puissances. Mais lors d'une mission de reconnaissance en pays Bamoun, il disparaît avec son interprète.